# Diathoneura magnipennis
Diathoneura magnipennis är en tvåvingeart som beskrevs av Oswald Duda 1927. Diathoneura magnipennis ingår i släktet Diathoneura och familjen daggflugor.
Artens utbredningsområde är Bolivia. Inga underarter finns listade i Catalogue of Life.